# Рікард Гвідір
Майор Рікард Даніель Гвідір (англ. Rickard Daniel Gwydir, 7 листопада 1845 — 7 листопада 1925) — американський солдат Конфедерації, індіанський агент. Один з тих, хто освоював територію штату Вашингтон.

## Біографія
Народився в Калькутті в сім'ї Річарда Маккенни Гвідіра, протестантського ірландського солдата британської армії, і Джейн Пендібл, також ірландки. Його батько помер від холери, коли йому було два роки, і його мати відвезла його до Сполученого Королівства Великобританії та Ірландії, а потім у нью-йоркський Бруклін, перш ніж він оселився в Кентуккі в 1850-х. На той час вона знову вийшла заміж за Деніела Раттла.
У 1861, у віці 16 років, зарахований до армії конфедератів.
Після Громадянської війни у США працював на свого вітчима в компанії з упаковки свинини, перш ніж розпочати свою довгу кар'єру на державній службі.
У 1886 президент Гровер Клівленд призначив Гвідіра індіанським агентом у резервації Колвілл на північному сході Вашингтона. Він почав своє життя як переселенець, дипломат, адміністратор і поціновувач індіанського та переселенського життя.
У 1889 займався розвідкою та видобуванням золота.
У 1901 оселився в Спокані і став там видатним мешканцем та шановним державним службовцем.
Залишив мемуари про свій прикордонний досвід, у яких він записав усні історії як поселенців, так і індіанців.
Помер 7 листопада 1925 і похований у Меморіальному парку Ріверсайд у Спокані, штат Вашингтон.